# Ignasi Buxó Gou
Ignasi Buxó Gou (Olot, 1860 – 1944) fou un escultor català.
Fou alumne de Josep Berga i condeixeble de Miquel Blay i Josep Clarà, entre d'altres. Treballà a El Arte Cristiano fins al 1892, en què instal·là, juntament amb el seu germà Jeroni, el taller Indústria Artística Buxó Hermanos. En aquest taller, primer ubicat al carrer Mulleras i més tard a la carretera de Girona, feien figures de terra cuita. Es dedicaven sobretot a escultura decorativa i utilitària com les conegudes testes tabaqueres, licoreres, noies amb gerres i figures de mulates i joves, algunes dins la línia modernista. Aquestes peces tingueren molt més èxit que les seves figures religioses, que com que estaven fetes en terracota pintada no permetien aconseguir indulgències. Tampoc cal mensprear les seves figures de pessebre.